# Елізабетта Поцці
Елізабетта Поцці (італ. Elisabetta Pozzi; нар. 23 березня 1955, Генуя, Лігурія, Італія) — італійська акторка театру і кіно.

## Біографія
Закінчила акторську школу Teatro di Genova. Перша роль у виставі за п'єсою Луїджі Піранделло «Il fu Mattia Pascal» (прем'єра 1974) у постановці Джорджі Альбертацці принесла Поцці широку популярність в театральних колах Італії.  
Елізабетта Поцці прославилася як видатна театральна актриса в спектаклях за п'єсами Шекспіра, Чехова, Евріпіда, Ібсена, Йонеско, Сартра в постановці таких відомих європейських режисерів, як Петер Штайн, Нані Лой, Рідоти Дал'Аджіо та інші.  
Дебютувала на екрані в міні-серіалі «Rosso veneziano» (1975). Найкращі ролі — Едіт де Берг у фільмі  Мікеланджело Антоніоні «Таємниця Обервальда» (1981) і Адріана в стрічці «Хай буде проклятий той день, коли я зустрів тебе / Maledetto il giorno che t'ho incontrato» (1992, премія «Давид ді Донателло», 1992).

## Фільмографія
- Куди ти вирушаєш у відпустку? (1978)
- Таємниця Обервальда (1980)
- Non ci resta che piangere (1984)
- Maggio musicale (1989)
- Maledetto il giorno che t'ho incontrato (1992)
- Giovani (2003)
- Біль чужих сердець (Cuore sacro) (2005)